# アメリカ女性殿堂

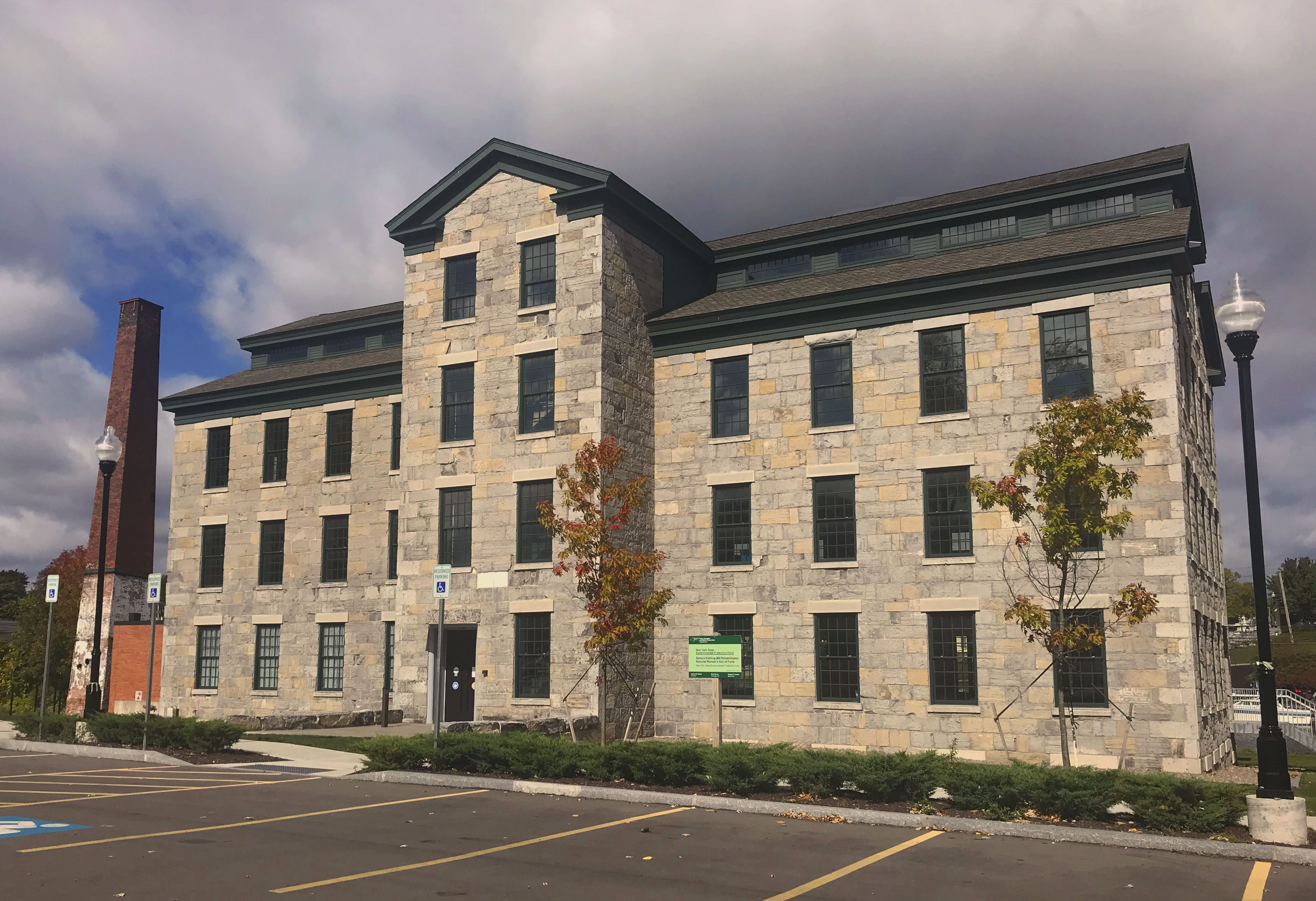
NWHFの新しい所在地。セネカ編み物工場（歴史的建造物）

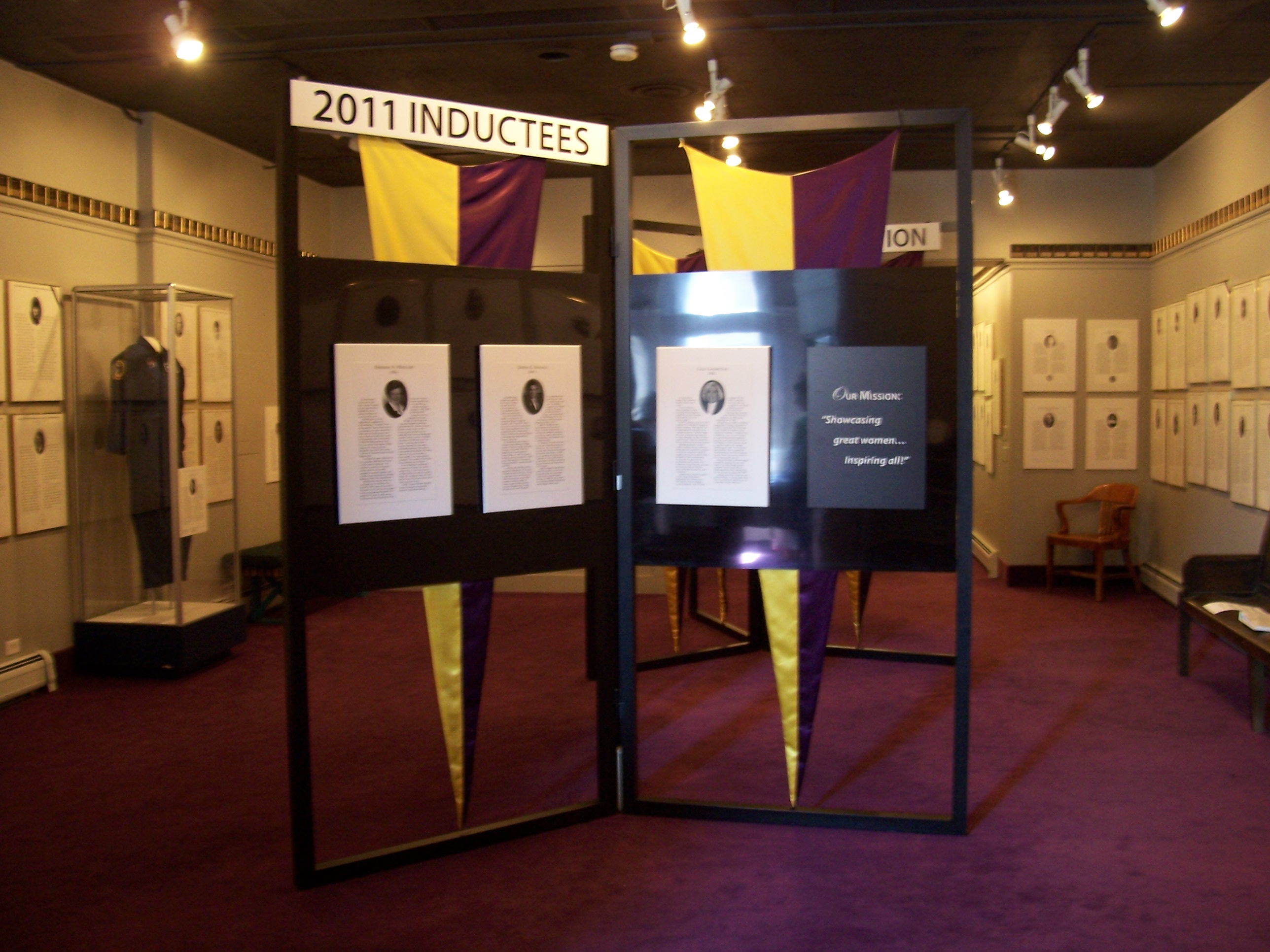
NWHFの旧所在地。銀行跡を利用。

アメリカ女性殿堂（英語: National Women's Hall of Fame、NWHF）は、1969年に設立されたアメリカの民間の表彰機関である。アメリカの社会を変えた女性をその影響の大きさと永続性で選び、奇数年の秋ごとに表彰と入堂式を開く。受賞者はその年の初春、恒例として3月の女性史月間に公表する 。所在地はニューヨーク州セネカフォールズ。

## 概要
この殿堂は国内の重要な組織や専門分野の代表者が関わる厳格な審査を行い、著名なアメリカ人女性を選考する。選考基準はアメリカの社会、経済または文化の側面を変えた女性を対象に、国内または世界におよぼした影響の大きさと、その人物の成果がどのような変化をもたらしたか実効性を勘案し、その功績や変革の永続的な価値を評価する。

## 本部所在地
設立当初のアメリカ女性殿堂（以下NWHF）は女性の参政権の歴史に大きな意味を持つセネカフォールズ（ニューヨーク州北部）を本拠地に選び、ケイユーガ湖畔に立つアイゼンハワー大学（en）に事務所を開いた。大学の廃校に合わせて1979年にセネカフォールズ歴史地区にある旧銀行の社屋を借りて移転すると、改装により事務局の運営空間に加えて常設展示室、歴史的価値のある品物の保管場所を作っている。
組織の理事会は2014年に資金2,000万ドルの募金を開始、3番目の所在地として歴史的建造物「セネカ編み物工場」に移転する計画に取り組む。この恒久的な本拠地は同じセネカフォールズにあること、1848年に開かれた女性の権利条約大会（en）とほぼ同時期の1844年に定礎し、また奴隷制度廃止運動に関わりが深いことから選ばれた。運河の対岸には、同大会を記念する国立女性参政権歴史公園（en）を望む。また、大会を催したウェスリアン礼拝堂も視界に入る。4階建ての建屋の改修は進行中で、事務局は2020年8月に1階に入居した。
計画の第1期は事務局移転により完了、以前と比べると使用できる床面積は2倍に増えた。現在は引き続き募金活動と、第2期として「ホームカミング」キャンペーンに取り組み、設備の充実策としてエレベーター設置、階段の増設その他の改修が進行中である。完了時の利用可能な空間は旧銀行の4倍、1,500平方メートル (16,000 sq ft) に拡張する予定で、事務局執務エリアのほか展示室、保管設備を引き継ぎ、新しく開く多目的ホールは結婚披露宴やコミュニティのイベント、会議に用いる計画である。

### 注
1. ↑  アイゼンハワー大統領の後援によりセネカフォールズのケイユーガ湖畔に1965年9月21日開礎、1979年にロチェスター工科大学に吸収後、廃校後。施設は公立大学が引き継ぎ、旧備品や記念の品物を保管する。